# 勞登河
49°56′51″N 9°46′16″E / 49.947534°N 9.771066°E
勞登河（德語：Laudenbach），是德國巴伐利亚洲的河流，位於該國東南部，屬於美因河的左支流，河道全長1.4公里，流域面積3.5平方公里，發源自卡尔施塔特西南面。